# 원둘레

원둘레(circumference)는 기하학에서 원의 둘레를 일컫는 말이다. 이는 원주(圓周)라고도 한다.옆 동영상과 같이 굴려서 구하기도 하는데 보통은 기호 파이를 이용한다.

## 원의 지름 또는 반지름과의 관계
지름의 길이가 {\displaystyle d}인 원의 둘레는 {\displaystyle \pi d}이다. 이의 증명은 다음과 같다.
"지름의 길이가 {\displaystyle d}인 원의 둘레를 {\displaystyle l}이라고 하면 원주율의 정의에 의하여 {\displaystyle \pi ={\frac {l}{d}}} 이므로 {\displaystyle l=\pi d}이다. 따라서 지름의 길이가 {\displaystyle d}인 원의 둘레는 {\displaystyle \pi d}이다."
그리고 반지름의 길이가 {\displaystyle r}인 원의 둘레의 길이는 {\displaystyle 2\pi r}이다. 이는 어떤 원의 지름의 길이는 그 원의 반지름의 길이의 2배라는 사실과 위의 원의 지름과 둘레의 관계를 이용하여 증명할 수 있다. 그 증명은 다음과 같다.
"반지름의 길이가 {\displaystyle r}인 원은 지름의 길이가 {\displaystyle 2r}이므로 둘레가 {\displaystyle \pi 2r} 인데 {\displaystyle \pi 2r=2\pi r} 이므로 반지름의 길이가 {\displaystyle r}인 원의 둘레는 {\displaystyle 2\pi r}이다."

## 같이 보기
- 원주율
- 지름
- 반지름
- 호